# Lundergårdskolen
Lundergårdskolen er en kommunal folkeskole i den vestlige del af Hjørring. Skoledistriktet dækker den tidligere Vestre Skoles distrikt samt de nye bebyggelser mod vest. Skoledistriktet indeholder udover nærområdet Sct. Knuds By, Krustrup og Ingstrup.

## Historie
D. 19. december 1969 fik alle Hjørrings lærere tilsendt en opfordring til at indsende forslag til hvordan en ny skole placeret i det vestlige Hjørring skulle være. Hjørring havde på det tidspunkt fået et helt nyt kvarter kaldt "de gule blokker", der stadig ligger på Trollhättanvej. Der blev anlagt en ny vej, som hed Nordens Allé, hvor der blev bygget et lille butikscenter man kaldte Venkøb. Ved siden af Venkøb blev der lagt en vuggestue og en børnehave med fritidshjem. Således var denne bydel planlagt så borgerne havde hvad de havde behov for fra starten. Derudover begyndte man også i denne tid på at bygge parcelhuse i Herregårdsparken nord for skolen.
Skolen blev bygget overfor indkøb og børnepasningsmuligheder. Den blev bygget som en åbenplanskole (dvs. en skole bygget i ét plan og uden faste vægge, idet man ved hjælp af skydedøre og flytbare reoler kan foretage rumopdeling efter de pædagogiske behov). Skolen tog navn efter den nedlagte gård der havde haft jorden, nemlig Lundergård. Man startede med at bygge en gymnastiksal, en kantine og nok klasselokaler til 4 årgange. De første elever startede i skolen i august 1973. 2. 3. og 4.klasserne var tidligere startet på Vestre Skole med henblik på at flytte til Lundergårdskolen når denne var færdigbygget. De to første år var alle klasserne på lejrskole i et samlet hold, da der kun var få klasser. Man havde valgt en bygningsplan der langsomt kunne udbygges efterhånden som eleverne kom til. Man flyttede altså ikke alle elever fra Vestre Skole over i den ny skole men lod de nye årgange i skoledistriktet starte på skolen. Langsomt år for år blev skolen større. Den første del hed Hus A, næste var Hus B, Hus C, Hus D og den nyeste afdeling er Hus E. Efter 10 år var skolen færdigbygget og havde 3 klasser på hver årgang, og var altså en tresporet skole. Skolen har siden fået en del ansigtsløftninger, eksempelvis kan det nævnes at der er blevet lavet en kantine med højere til loftet, hvilket letter indtrykket af stedet en del. Før var skolen i et plan. Man havde også i starten lagt et filttæppe over hele skolen som nu er ændret til vinyl. Der havde været en del problemer med migræne og luftvejssymptomer som man mente var kommet på grund af dette tæppe. 
Det med tanken om en åbenplanskole viste sig at være uhensigtsmæssigt, og skolen har fået lavet en del skillevægge med glas og skydedøre. Den fremstår i dag som en let og overskuelig skole med meget varieret arkitektur indvendig. Udvendig er den som de fleste 70'er byggerier speciel på den måde at hovedindgangen kan være svær at finde, her har man dog også lavet en del tiltag.

## Eksterne Links
- Skolens hjemmeside Arkiveret 17. august 2009 hos  Wayback Machine